# پرسی گودیسون
پرسی گودیسون (انگلیسی: Percy Goodison؛ زادهٔ 1898) بازیکن فوتبال اهل بریتانیا است.
از باشگاه‌هایی که در آن بازی کرده‌ است، می‌توان به باشگاه فوتبال برنلی اشاره کرد.